# Błądzim (powiat tucholski)
Błądzim (Błądzim PKP) – osada w Polsce położona w województwie kujawsko-pomorskim, w powiecie tucholskim, w gminie Cekcyn. Zasadnicza część miejscowości (wieś Błądzim) znajduje się już poza powiatem tucholskim, tj. na terenie powiatu świeckiego.
W latach 1975–1998 miejscowość należała administracyjnie do województwa bydgoskiego.
W istocie miejscowość składa się z dwóch oddalonych od siebie o około 2 km grup zabudowań: 
- Wybudowanie Błądzim – znajduje się na północ od szosy Tuchola-Świecie i na zachód od linii kolejowej Bydgoszcz-Kościerzyna
- Błądzim PKP – znajduje się przy stacji kolejowej, na południe od ww. szosy[3][4].

W pobliżu osady znajduje się jezioro Wielkie Błądzimskie.